# Nero (serie televisiva)
Nero è una serie televisiva italiana scritta da Giosuè Cremonesi e diretta dal regista Giuseppe Piva.
Si tratta della prima fiction prodotta da Telelibertà che l'ha anche trasmessa in prima visione del giugno 2015. Repliche della serie sono andate in onda su 30 televisioni del digitale terrestre, su Infinity Tv e su Amazon Prime Video.

## Produzione
Nero è una produzione Telelibertà e Agata Film ed è stata finanziata dall'ex vice presidente della televisione piacentina Enrica Prati.
Le riprese della serie, ambientata interamente a Piacenza, sono cominciate nel dicembre 2013 e sono terminate a maggio 2014.

## Promozione
Nel 2015 Nero è stata presentata al Roma Fiction Fest nel prestigioso Teatro Adriano di Roma.
Nel 2016 il regista Giuseppe Piva e il produttore Giacomo Armani sono stati ospiti di IBTS, una delle più importanti fiere sugli sviluppi del broadcasting e del cinema digitale, a Milano come relatori dell'evento intitolato Nero, una serie tv low budget al Roma Fiction Fest.

## Distribuzione
La serie è stata distribuita in prima visione su Telelibertà a partire da mercoledì 3 giugno 2015 per sei settimane e contemporaneamente su Infinity Tv. Successivamente è stata distribuita su 30 televisioni locali italiane del digitale terrestre e nel 2019 approda su Amazon Prime Video UK e Usa.

## Media correlati
Per raccontare il background e il passato dei due criminali, Angelica e Il Mostro, sono state create alcune graphic novels che hanno consentito di animare le tavole a fumetti realizzate da Edoardo Arzani. Le 40 tavole sono state successivamente esposte allo spazio ChezArt di Piacenza in una mostra dedicata alla serie.